# Jari (Rio Grande do Sul)
Jari is een gemeente in de Braziliaanse deelstaat Rio Grande do Sul. De gemeente telt 3.802 inwoners (schatting 2009).